# Othonna humilis
Othonna humilis là một loài thực vật có hoa trong họ Cúc. Loài này được Schltr. mô tả khoa học đầu tiên năm 1899.